# Tuřany (Boêmia Central)
Tuřany é uma comunas checa localizada na região da Boêmia Central, distrito de Kladno.